# ISO 3166-2:FI
ISO 3166-2:FI  es la entrada que corresponde a Finlandia en la ISO 3166-2, parte del  estándar  ISO 3166 publicado por la Organización Internacional de Normalización (ISO), que define los códigos para los nombres de las principales subdivisiones (por ejemplo, provincias o estados) de todos los países codificado en ISO 3166-1.
Actualmente en Finlandia, los códigos ISO 3166-2 se definen para las 19 regiones (dependientes de seis Agencias Administrativas del Estado Regionales, además de Åland).
Cada código consta de dos partes, separadas por un guion. La primera parte es FI, el código ISO 3166-1 alpha-2 de Finlandia. La segunda parte son dos números.
Åland (en finés: Ahvenanmaan maakunta; en sueco: Landskapet Åland), una región autónoma de Finlandia (y también una antigua provincia), también tiene oficialmente asignado su propio conjunto de códigos de país en ISO 3166-1, con código alfa-2 AX.

## Códigos actuales

Mapa de las subdivisiones de Finlandia

Los nombres de las subdivisiones son los indicadas en la norma ISO 3166-2 publicada por la Agencia de Mantenimiento de ISO 3166 (ISO 3166/MA).
Los códigos ISO 639-1 se utilizan para representar los nombres de subdivisión en las siguientes lenguas oficiales:
- (fi): Finlandés
- (sv): Sueco

Además, la lista también incluye traducción al inglés (en).
Los nombres de las subdivisiones se clasifican en el orden alfabético finlandés a–z, å, ä, ö.
|        | Nombre de la subdivisión |                       |                       |                                                  |
| Código | finlandés                | sueco                 | inglés                | español (no está en la norma ISO 3166-2:FI)      |
| FI-01  | Ahvenanmaan maakunta     | Landskapet Åland      | Åland                 | Åland                                            |
| FI-02  | Etelä-Karjala            | Södra Karelen         | South Karelia         | Karelia del Sur                                  |
| FI-03  | Etelä-Pohjanmaa          | Södra Österbotten     | Southern Ostrobothnia | Ostrobotnia del Sur                              |
| FI-04  | Etelä-Savo               | Södra Savolax         | Southern Savonia      | Savonia del Sur                                  |
| FI-05  | Kainuu                   | Kajanaland            | Kainuu                | Kainuu                                           |
| FI-06  | Kanta-Häme               | Egentliga Tavastland  | Tavastia Proper       | Tavastia Propia                                  |
| FI-07  | Keski-Pohjanmaa          | Mellersta Österbotten | Central Ostrobothnia  | Ostrobotnia Central                              |
| FI-08  | Keski-Suomi              | Mellersta Finland     | Central Finland       | Finlandia Central                                |
| FI-09  | Kymenlaakso              | Kymmenedalen          | Kymenlaakso           | Kymenlaakso (en finés significa, valle del Kyme) |
| FI-10  | Lappi                    | Lappland              | Lapland               | Laponia finlandesa                               |
| FI-11  | Pirkanmaa                | Birkaland             | Pirkanmaa             | Pirkanmaa                                        |
| FI-12  | Pohjanmaa                | Österbotten           | Ostrobothnia          | Ostrobotnia                                      |
| FI-13  | Pohjois-Karjala          | Norra Karelen         | North Karelia         | Karelia del Norte                                |
| FI-14  | Pohjois-Pohjanmaa        | Norra Österbotten     | Northern Ostrobothnia | Ostrobotnia del Norte                            |
| FI-15  | Pohjois-Savo             | Norra Savolax         | Northern Savonia      | Savonia del Norte                                |
| FI-16  | Päijät-Häme              | Päijänne-Tavastland   | Päijänne Tavastia     | Päijänne Tavastia                                |
| FI-17  | Satakunta                | Satakunda             | Satakunta             | Satakunta                                        |
| FI-18  | Uusimaa                  | Nyland                | Uusimaa               | Uusimaa                                          |
| FI-19  | Varsinais-Suomi          | Egentliga Finland     | Finland Proper        | Finlandia Propia                                 |

## Cambios
Los siguientes cambios en la entrada se han anunciado en boletines de la 3166/MA ISO desde la primera publicación de la norma ISO 3166-2 en 1998:
| Boletín         | Fecha de la publicación           | Descripción de los cambios en el boletín | Código/Cambio subdivisión                                 |
| --------------- | --------------------------------- | --- | --------------------------------------------------------- |
| Newsletter II-3 | 2011-12-13 (corregido 2011-12-15) | Reorganización administrativa, supresión de información inútil y nombres de las regiones en inglés y francés, lista de códigos y actualización del código fuente. | Nivel subdivisión: 6 provincias (ver abajo) → 19 regiones |

### Códigos antes del boletín Newsletter II-3

Provinces of Finland

| Código | Nombre de la subdivisión (fi) | Nombre de la subdivisión (sv) |
| ------ | ----------------------------- | ----------------------------- |
| FI-AL  | Ahvenanmaan lääni             | Ålands län                    |
| FI-ES  | Etelä-Suomen lääni            | Södra Finlands län            |
| FI-IS  | Itä-Suomen lääni              | Östra Finlands län            |
| FI-LL  | Lapin lääni                   | Lapplands län                 |
| FI-LS  | Länsi-Suomen lääni            | Västra Finlands län           |
| FI-OL  | Oulun lääni                   | Uleåborgs län                 |